# Немецкая народная партия (1868)
Немецкая народная партия (нем. Deutsche Volkspartei, DtVP) — левоцентристская либеральная политическая партия Германской империи, созданная в 1868 года группой членов Немецкой партии прогресса, расколовшейся в ходе конфликта о том, должно объединение Германии происходить во главе с королевством Пруссия или под эгидой Австро-Венгрии. Другое название — Южнонемецкая народная партия (нем. Süddeutsche Volkspartei).
Наибольшей популярностью партия пользовалась в Южной Германии, в основном в Вюртемберге (называлась Демократическая народная партия) Баварии и Бадене (до 1878 года называлась Демократическая партия).

## История
Первоначально южногерманские демократы поддерживали Великогерманский путь решения германского вопроса. После создания Германской империи в 1871 году под контролем Пруссии и без участия Австрии, они выступили за федерализацию Германии и защищали права южногерманских государств против укрепления центрального правительства в Берлине. Немецкая народная партия настойчиво требовала демократических реформ, в частности, выступала за усиление позиций парламента, который не имел права голоса при формировании правительства и не оказывал влияния на политику исполнительной власти.
В отличие от Национал-либеральной партии, Немецкая народная стояла в оппозиции к Отто фон Бисмарку с момента создания Германской империи. Партия ставила классическую либеральную идею свободы над перспективой объединения Германии «сверху». Немецкая народная партия была известна резкой критикой прусско-германской монархии и выступала за разделение церкви и государства. Тем не менее, она отвергала «Культуркампф», кампанию, организованную Бисмарком против католической церкви, а также его антисоциалистические законы.
Немецкая народная партия была самой левой среди немарксистских партий и располагалась ближе всего к социал-демократии из центристских партий. Это была единственная либеральная партия, сотрудничавшая с социалистами в рейхстаге.
Лучшего результата на выборах в рейхстаг Народная партия достигла на выборах 15 июня 1893 года, получив 2,2 % голосов избирателей и выиграв одиннадцать мест в имперском парламенте. Почти все депутаты пришли из Вюртемберга.
Большинство членов партии были ремесленники, мелкие торговцы, фермеры и клерки. Тем не менее, руководство состояло преимущественно из представителей высшего класса интеллектуалов. Председателями партии были Леопольд Зоннеманн (владелец газеты Frankfurter Zeitung) и юрист Фридрих фон Пайер. Среди членов партии можно выделить Людвига Квидде, лауреата Нобелевской премии мира 1927 года
В 1910 году партия объединилась со Свободомыслящей народной партией и Свободомыслящим объединением в Прогрессивную народную партию.
Наиболее влиятельной среди земельных организаций партии была Демократическая народная партия в Вюртемберге. После того, как Немецкая народная партия была расформирована, Демократическая народная партия стала региональным отделением Прогрессивной народной партии, а затем созданной на её базе Немецкой демократической партии. После окончания Второй мировой войны многие бывшие члены Демократической народной партии приняли участие в создании Свободной демократической партии (СвДП). До сих пор слова Демократическая народная партия являются частью полного названия СвДП в земле Баден-Вюртемберг.
Немецкая народная партия времён Веймарской республики (1919—1933) не имеет никакого отношения к Немецкой народной партии времён Германской империи, являясь преемником имперской Национально-либеральной партии.